# Лондонська тема
Лондонська тема — тема в шаховій композиції. Суть теми — логічний маневр, в якому головний план атаки спочатку не проходить через відсутність загрози, лише за рахунок попередньої атаки позиція чорних послаблюється і білі тепер можуть провести головний план атаки, оскільки з'являється загроза.

## Історія
Ідея запропонована англійськими шаховими композиторами.
В хибному сліді чорні намагаються провести атаку, яка є головним планом, але немає загрози, яка б змусила чорних ходити певним чином на користь білих, і чорні парирують атаку. В рішенні білі роблять підготовчий хід, внаслідок якого чорні своїм ходом послаблюють позицію, даючи білим у наступній грі створити загрозу і головний план атаки проходить.
Ідея дістала назву від географічного проживання авторів — лондонська тема.
|   | a | b | c | d | e | f | g | h |   |
| 8 | f8 чорний король · b7 чорний пішак · e7 чорний пішак · f7 білий пішак · a6 чорний пішак · b6 чорний пішак · e6 чорний пішак · g6 білий король · g5 білий пішак · c4 білий пішак · h4 білий пішак · a3 білий ферзь · b2 білий пішак · h2 чорний слон · c1 чорний кінь | f8 чорний король · b7 чорний пішак · e7 чорний пішак · f7 білий пішак · a6 чорний пішак · b6 чорний пішак · e6 чорний пішак · g6 білий король · g5 білий пішак · c4 білий пішак · h4 білий пішак · a3 білий ферзь · b2 білий пішак · h2 чорний слон · c1 чорний кінь | f8 чорний король · b7 чорний пішак · e7 чорний пішак · f7 білий пішак · a6 чорний пішак · b6 чорний пішак · e6 чорний пішак · g6 білий король · g5 білий пішак · c4 білий пішак · h4 білий пішак · a3 білий ферзь · b2 білий пішак · h2 чорний слон · c1 чорний кінь | f8 чорний король · b7 чорний пішак · e7 чорний пішак · f7 білий пішак · a6 чорний пішак · b6 чорний пішак · e6 чорний пішак · g6 білий король · g5 білий пішак · c4 білий пішак · h4 білий пішак · a3 білий ферзь · b2 білий пішак · h2 чорний слон · c1 чорний кінь | f8 чорний король · b7 чорний пішак · e7 чорний пішак · f7 білий пішак · a6 чорний пішак · b6 чорний пішак · e6 чорний пішак · g6 білий король · g5 білий пішак · c4 білий пішак · h4 білий пішак · a3 білий ферзь · b2 білий пішак · h2 чорний слон · c1 чорний кінь | f8 чорний король · b7 чорний пішак · e7 чорний пішак · f7 білий пішак · a6 чорний пішак · b6 чорний пішак · e6 чорний пішак · g6 білий король · g5 білий пішак · c4 білий пішак · h4 білий пішак · a3 білий ферзь · b2 білий пішак · h2 чорний слон · c1 чорний кінь | f8 чорний король · b7 чорний пішак · e7 чорний пішак · f7 білий пішак · a6 чорний пішак · b6 чорний пішак · e6 чорний пішак · g6 білий король · g5 білий пішак · c4 білий пішак · h4 білий пішак · a3 білий ферзь · b2 білий пішак · h2 чорний слон · c1 чорний кінь | f8 чорний король · b7 чорний пішак · e7 чорний пішак · f7 білий пішак · a6 чорний пішак · b6 чорний пішак · e6 чорний пішак · g6 білий король · g5 білий пішак · c4 білий пішак · h4 білий пішак · a3 білий ферзь · b2 білий пішак · h2 чорний слон · c1 чорний кінь | 8 |
| 7 | f8 чорний король · b7 чорний пішак · e7 чорний пішак · f7 білий пішак · a6 чорний пішак · b6 чорний пішак · e6 чорний пішак · g6 білий король · g5 білий пішак · c4 білий пішак · h4 білий пішак · a3 білий ферзь · b2 білий пішак · h2 чорний слон · c1 чорний кінь | f8 чорний король · b7 чорний пішак · e7 чорний пішак · f7 білий пішак · a6 чорний пішак · b6 чорний пішак · e6 чорний пішак · g6 білий король · g5 білий пішак · c4 білий пішак · h4 білий пішак · a3 білий ферзь · b2 білий пішак · h2 чорний слон · c1 чорний кінь | f8 чорний король · b7 чорний пішак · e7 чорний пішак · f7 білий пішак · a6 чорний пішак · b6 чорний пішак · e6 чорний пішак · g6 білий король · g5 білий пішак · c4 білий пішак · h4 білий пішак · a3 білий ферзь · b2 білий пішак · h2 чорний слон · c1 чорний кінь | f8 чорний король · b7 чорний пішак · e7 чорний пішак · f7 білий пішак · a6 чорний пішак · b6 чорний пішак · e6 чорний пішак · g6 білий король · g5 білий пішак · c4 білий пішак · h4 білий пішак · a3 білий ферзь · b2 білий пішак · h2 чорний слон · c1 чорний кінь | f8 чорний король · b7 чорний пішак · e7 чорний пішак · f7 білий пішак · a6 чорний пішак · b6 чорний пішак · e6 чорний пішак · g6 білий король · g5 білий пішак · c4 білий пішак · h4 білий пішак · a3 білий ферзь · b2 білий пішак · h2 чорний слон · c1 чорний кінь | f8 чорний король · b7 чорний пішак · e7 чорний пішак · f7 білий пішак · a6 чорний пішак · b6 чорний пішак · e6 чорний пішак · g6 білий король · g5 білий пішак · c4 білий пішак · h4 білий пішак · a3 білий ферзь · b2 білий пішак · h2 чорний слон · c1 чорний кінь | f8 чорний король · b7 чорний пішак · e7 чорний пішак · f7 білий пішак · a6 чорний пішак · b6 чорний пішак · e6 чорний пішак · g6 білий король · g5 білий пішак · c4 білий пішак · h4 білий пішак · a3 білий ферзь · b2 білий пішак · h2 чорний слон · c1 чорний кінь | f8 чорний король · b7 чорний пішак · e7 чорний пішак · f7 білий пішак · a6 чорний пішак · b6 чорний пішак · e6 чорний пішак · g6 білий король · g5 білий пішак · c4 білий пішак · h4 білий пішак · a3 білий ферзь · b2 білий пішак · h2 чорний слон · c1 чорний кінь | 7 |
| 6 | f8 чорний король · b7 чорний пішак · e7 чорний пішак · f7 білий пішак · a6 чорний пішак · b6 чорний пішак · e6 чорний пішак · g6 білий король · g5 білий пішак · c4 білий пішак · h4 білий пішак · a3 білий ферзь · b2 білий пішак · h2 чорний слон · c1 чорний кінь | f8 чорний король · b7 чорний пішак · e7 чорний пішак · f7 білий пішак · a6 чорний пішак · b6 чорний пішак · e6 чорний пішак · g6 білий король · g5 білий пішак · c4 білий пішак · h4 білий пішак · a3 білий ферзь · b2 білий пішак · h2 чорний слон · c1 чорний кінь | f8 чорний король · b7 чорний пішак · e7 чорний пішак · f7 білий пішак · a6 чорний пішак · b6 чорний пішак · e6 чорний пішак · g6 білий король · g5 білий пішак · c4 білий пішак · h4 білий пішак · a3 білий ферзь · b2 білий пішак · h2 чорний слон · c1 чорний кінь | f8 чорний король · b7 чорний пішак · e7 чорний пішак · f7 білий пішак · a6 чорний пішак · b6 чорний пішак · e6 чорний пішак · g6 білий король · g5 білий пішак · c4 білий пішак · h4 білий пішак · a3 білий ферзь · b2 білий пішак · h2 чорний слон · c1 чорний кінь | f8 чорний король · b7 чорний пішак · e7 чорний пішак · f7 білий пішак · a6 чорний пішак · b6 чорний пішак · e6 чорний пішак · g6 білий король · g5 білий пішак · c4 білий пішак · h4 білий пішак · a3 білий ферзь · b2 білий пішак · h2 чорний слон · c1 чорний кінь | f8 чорний король · b7 чорний пішак · e7 чорний пішак · f7 білий пішак · a6 чорний пішак · b6 чорний пішак · e6 чорний пішак · g6 білий король · g5 білий пішак · c4 білий пішак · h4 білий пішак · a3 білий ферзь · b2 білий пішак · h2 чорний слон · c1 чорний кінь | f8 чорний король · b7 чорний пішак · e7 чорний пішак · f7 білий пішак · a6 чорний пішак · b6 чорний пішак · e6 чорний пішак · g6 білий король · g5 білий пішак · c4 білий пішак · h4 білий пішак · a3 білий ферзь · b2 білий пішак · h2 чорний слон · c1 чорний кінь | f8 чорний король · b7 чорний пішак · e7 чорний пішак · f7 білий пішак · a6 чорний пішак · b6 чорний пішак · e6 чорний пішак · g6 білий король · g5 білий пішак · c4 білий пішак · h4 білий пішак · a3 білий ферзь · b2 білий пішак · h2 чорний слон · c1 чорний кінь | 6 |
| 5 | f8 чорний король · b7 чорний пішак · e7 чорний пішак · f7 білий пішак · a6 чорний пішак · b6 чорний пішак · e6 чорний пішак · g6 білий король · g5 білий пішак · c4 білий пішак · h4 білий пішак · a3 білий ферзь · b2 білий пішак · h2 чорний слон · c1 чорний кінь | f8 чорний король · b7 чорний пішак · e7 чорний пішак · f7 білий пішак · a6 чорний пішак · b6 чорний пішак · e6 чорний пішак · g6 білий король · g5 білий пішак · c4 білий пішак · h4 білий пішак · a3 білий ферзь · b2 білий пішак · h2 чорний слон · c1 чорний кінь | f8 чорний король · b7 чорний пішак · e7 чорний пішак · f7 білий пішак · a6 чорний пішак · b6 чорний пішак · e6 чорний пішак · g6 білий король · g5 білий пішак · c4 білий пішак · h4 білий пішак · a3 білий ферзь · b2 білий пішак · h2 чорний слон · c1 чорний кінь | f8 чорний король · b7 чорний пішак · e7 чорний пішак · f7 білий пішак · a6 чорний пішак · b6 чорний пішак · e6 чорний пішак · g6 білий король · g5 білий пішак · c4 білий пішак · h4 білий пішак · a3 білий ферзь · b2 білий пішак · h2 чорний слон · c1 чорний кінь | f8 чорний король · b7 чорний пішак · e7 чорний пішак · f7 білий пішак · a6 чорний пішак · b6 чорний пішак · e6 чорний пішак · g6 білий король · g5 білий пішак · c4 білий пішак · h4 білий пішак · a3 білий ферзь · b2 білий пішак · h2 чорний слон · c1 чорний кінь | f8 чорний король · b7 чорний пішак · e7 чорний пішак · f7 білий пішак · a6 чорний пішак · b6 чорний пішак · e6 чорний пішак · g6 білий король · g5 білий пішак · c4 білий пішак · h4 білий пішак · a3 білий ферзь · b2 білий пішак · h2 чорний слон · c1 чорний кінь | f8 чорний король · b7 чорний пішак · e7 чорний пішак · f7 білий пішак · a6 чорний пішак · b6 чорний пішак · e6 чорний пішак · g6 білий король · g5 білий пішак · c4 білий пішак · h4 білий пішак · a3 білий ферзь · b2 білий пішак · h2 чорний слон · c1 чорний кінь | f8 чорний король · b7 чорний пішак · e7 чорний пішак · f7 білий пішак · a6 чорний пішак · b6 чорний пішак · e6 чорний пішак · g6 білий король · g5 білий пішак · c4 білий пішак · h4 білий пішак · a3 білий ферзь · b2 білий пішак · h2 чорний слон · c1 чорний кінь | 5 |
| 4 | f8 чорний король · b7 чорний пішак · e7 чорний пішак · f7 білий пішак · a6 чорний пішак · b6 чорний пішак · e6 чорний пішак · g6 білий король · g5 білий пішак · c4 білий пішак · h4 білий пішак · a3 білий ферзь · b2 білий пішак · h2 чорний слон · c1 чорний кінь | f8 чорний король · b7 чорний пішак · e7 чорний пішак · f7 білий пішак · a6 чорний пішак · b6 чорний пішак · e6 чорний пішак · g6 білий король · g5 білий пішак · c4 білий пішак · h4 білий пішак · a3 білий ферзь · b2 білий пішак · h2 чорний слон · c1 чорний кінь | f8 чорний король · b7 чорний пішак · e7 чорний пішак · f7 білий пішак · a6 чорний пішак · b6 чорний пішак · e6 чорний пішак · g6 білий король · g5 білий пішак · c4 білий пішак · h4 білий пішак · a3 білий ферзь · b2 білий пішак · h2 чорний слон · c1 чорний кінь | f8 чорний король · b7 чорний пішак · e7 чорний пішак · f7 білий пішак · a6 чорний пішак · b6 чорний пішак · e6 чорний пішак · g6 білий король · g5 білий пішак · c4 білий пішак · h4 білий пішак · a3 білий ферзь · b2 білий пішак · h2 чорний слон · c1 чорний кінь | f8 чорний король · b7 чорний пішак · e7 чорний пішак · f7 білий пішак · a6 чорний пішак · b6 чорний пішак · e6 чорний пішак · g6 білий король · g5 білий пішак · c4 білий пішак · h4 білий пішак · a3 білий ферзь · b2 білий пішак · h2 чорний слон · c1 чорний кінь | f8 чорний король · b7 чорний пішак · e7 чорний пішак · f7 білий пішак · a6 чорний пішак · b6 чорний пішак · e6 чорний пішак · g6 білий король · g5 білий пішак · c4 білий пішак · h4 білий пішак · a3 білий ферзь · b2 білий пішак · h2 чорний слон · c1 чорний кінь | f8 чорний король · b7 чорний пішак · e7 чорний пішак · f7 білий пішак · a6 чорний пішак · b6 чорний пішак · e6 чорний пішак · g6 білий король · g5 білий пішак · c4 білий пішак · h4 білий пішак · a3 білий ферзь · b2 білий пішак · h2 чорний слон · c1 чорний кінь | f8 чорний король · b7 чорний пішак · e7 чорний пішак · f7 білий пішак · a6 чорний пішак · b6 чорний пішак · e6 чорний пішак · g6 білий король · g5 білий пішак · c4 білий пішак · h4 білий пішак · a3 білий ферзь · b2 білий пішак · h2 чорний слон · c1 чорний кінь | 4 |
| 3 | f8 чорний король · b7 чорний пішак · e7 чорний пішак · f7 білий пішак · a6 чорний пішак · b6 чорний пішак · e6 чорний пішак · g6 білий король · g5 білий пішак · c4 білий пішак · h4 білий пішак · a3 білий ферзь · b2 білий пішак · h2 чорний слон · c1 чорний кінь | f8 чорний король · b7 чорний пішак · e7 чорний пішак · f7 білий пішак · a6 чорний пішак · b6 чорний пішак · e6 чорний пішак · g6 білий король · g5 білий пішак · c4 білий пішак · h4 білий пішак · a3 білий ферзь · b2 білий пішак · h2 чорний слон · c1 чорний кінь | f8 чорний король · b7 чорний пішак · e7 чорний пішак · f7 білий пішак · a6 чорний пішак · b6 чорний пішак · e6 чорний пішак · g6 білий король · g5 білий пішак · c4 білий пішак · h4 білий пішак · a3 білий ферзь · b2 білий пішак · h2 чорний слон · c1 чорний кінь | f8 чорний король · b7 чорний пішак · e7 чорний пішак · f7 білий пішак · a6 чорний пішак · b6 чорний пішак · e6 чорний пішак · g6 білий король · g5 білий пішак · c4 білий пішак · h4 білий пішак · a3 білий ферзь · b2 білий пішак · h2 чорний слон · c1 чорний кінь | f8 чорний король · b7 чорний пішак · e7 чорний пішак · f7 білий пішак · a6 чорний пішак · b6 чорний пішак · e6 чорний пішак · g6 білий король · g5 білий пішак · c4 білий пішак · h4 білий пішак · a3 білий ферзь · b2 білий пішак · h2 чорний слон · c1 чорний кінь | f8 чорний король · b7 чорний пішак · e7 чорний пішак · f7 білий пішак · a6 чорний пішак · b6 чорний пішак · e6 чорний пішак · g6 білий король · g5 білий пішак · c4 білий пішак · h4 білий пішак · a3 білий ферзь · b2 білий пішак · h2 чорний слон · c1 чорний кінь | f8 чорний король · b7 чорний пішак · e7 чорний пішак · f7 білий пішак · a6 чорний пішак · b6 чорний пішак · e6 чорний пішак · g6 білий король · g5 білий пішак · c4 білий пішак · h4 білий пішак · a3 білий ферзь · b2 білий пішак · h2 чорний слон · c1 чорний кінь | f8 чорний король · b7 чорний пішак · e7 чорний пішак · f7 білий пішак · a6 чорний пішак · b6 чорний пішак · e6 чорний пішак · g6 білий король · g5 білий пішак · c4 білий пішак · h4 білий пішак · a3 білий ферзь · b2 білий пішак · h2 чорний слон · c1 чорний кінь | 3 |
| 2 | f8 чорний король · b7 чорний пішак · e7 чорний пішак · f7 білий пішак · a6 чорний пішак · b6 чорний пішак · e6 чорний пішак · g6 білий король · g5 білий пішак · c4 білий пішак · h4 білий пішак · a3 білий ферзь · b2 білий пішак · h2 чорний слон · c1 чорний кінь | f8 чорний король · b7 чорний пішак · e7 чорний пішак · f7 білий пішак · a6 чорний пішак · b6 чорний пішак · e6 чорний пішак · g6 білий король · g5 білий пішак · c4 білий пішак · h4 білий пішак · a3 білий ферзь · b2 білий пішак · h2 чорний слон · c1 чорний кінь | f8 чорний король · b7 чорний пішак · e7 чорний пішак · f7 білий пішак · a6 чорний пішак · b6 чорний пішак · e6 чорний пішак · g6 білий король · g5 білий пішак · c4 білий пішак · h4 білий пішак · a3 білий ферзь · b2 білий пішак · h2 чорний слон · c1 чорний кінь | f8 чорний король · b7 чорний пішак · e7 чорний пішак · f7 білий пішак · a6 чорний пішак · b6 чорний пішак · e6 чорний пішак · g6 білий король · g5 білий пішак · c4 білий пішак · h4 білий пішак · a3 білий ферзь · b2 білий пішак · h2 чорний слон · c1 чорний кінь | f8 чорний король · b7 чорний пішак · e7 чорний пішак · f7 білий пішак · a6 чорний пішак · b6 чорний пішак · e6 чорний пішак · g6 білий король · g5 білий пішак · c4 білий пішак · h4 білий пішак · a3 білий ферзь · b2 білий пішак · h2 чорний слон · c1 чорний кінь | f8 чорний король · b7 чорний пішак · e7 чорний пішак · f7 білий пішак · a6 чорний пішак · b6 чорний пішак · e6 чорний пішак · g6 білий король · g5 білий пішак · c4 білий пішак · h4 білий пішак · a3 білий ферзь · b2 білий пішак · h2 чорний слон · c1 чорний кінь | f8 чорний король · b7 чорний пішак · e7 чорний пішак · f7 білий пішак · a6 чорний пішак · b6 чорний пішак · e6 чорний пішак · g6 білий король · g5 білий пішак · c4 білий пішак · h4 білий пішак · a3 білий ферзь · b2 білий пішак · h2 чорний слон · c1 чорний кінь | f8 чорний король · b7 чорний пішак · e7 чорний пішак · f7 білий пішак · a6 чорний пішак · b6 чорний пішак · e6 чорний пішак · g6 білий король · g5 білий пішак · c4 білий пішак · h4 білий пішак · a3 білий ферзь · b2 білий пішак · h2 чорний слон · c1 чорний кінь | 2 |
| 1 | f8 чорний король · b7 чорний пішак · e7 чорний пішак · f7 білий пішак · a6 чорний пішак · b6 чорний пішак · e6 чорний пішак · g6 білий король · g5 білий пішак · c4 білий пішак · h4 білий пішак · a3 білий ферзь · b2 білий пішак · h2 чорний слон · c1 чорний кінь | f8 чорний король · b7 чорний пішак · e7 чорний пішак · f7 білий пішак · a6 чорний пішак · b6 чорний пішак · e6 чорний пішак · g6 білий король · g5 білий пішак · c4 білий пішак · h4 білий пішак · a3 білий ферзь · b2 білий пішак · h2 чорний слон · c1 чорний кінь | f8 чорний король · b7 чорний пішак · e7 чорний пішак · f7 білий пішак · a6 чорний пішак · b6 чорний пішак · e6 чорний пішак · g6 білий король · g5 білий пішак · c4 білий пішак · h4 білий пішак · a3 білий ферзь · b2 білий пішак · h2 чорний слон · c1 чорний кінь | f8 чорний король · b7 чорний пішак · e7 чорний пішак · f7 білий пішак · a6 чорний пішак · b6 чорний пішак · e6 чорний пішак · g6 білий король · g5 білий пішак · c4 білий пішак · h4 білий пішак · a3 білий ферзь · b2 білий пішак · h2 чорний слон · c1 чорний кінь | f8 чорний король · b7 чорний пішак · e7 чорний пішак · f7 білий пішак · a6 чорний пішак · b6 чорний пішак · e6 чорний пішак · g6 білий король · g5 білий пішак · c4 білий пішак · h4 білий пішак · a3 білий ферзь · b2 білий пішак · h2 чорний слон · c1 чорний кінь | f8 чорний король · b7 чорний пішак · e7 чорний пішак · f7 білий пішак · a6 чорний пішак · b6 чорний пішак · e6 чорний пішак · g6 білий король · g5 білий пішак · c4 білий пішак · h4 білий пішак · a3 білий ферзь · b2 білий пішак · h2 чорний слон · c1 чорний кінь | f8 чорний король · b7 чорний пішак · e7 чорний пішак · f7 білий пішак · a6 чорний пішак · b6 чорний пішак · e6 чорний пішак · g6 білий король · g5 білий пішак · c4 білий пішак · h4 білий пішак · a3 білий ферзь · b2 білий пішак · h2 чорний слон · c1 чорний кінь | f8 чорний король · b7 чорний пішак · e7 чорний пішак · f7 білий пішак · a6 чорний пішак · b6 чорний пішак · e6 чорний пішак · g6 білий король · g5 білий пішак · c4 білий пішак · h4 білий пішак · a3 білий ферзь · b2 білий пішак · h2 чорний слон · c1 чорний кінь | 1 |
|   | a | b | c | d | e | f | g | h |   |

FEN: 5k2/1p2pP2/pp2p1K1/6P1/2P4P/Q7/1P5b/2n5
1. Qh3? ~ 2. Qc8# ???
1. Qc3! ~ 2. Qh8#
1. ... e5 2. Qh3! ~ 3. Qc8#
    2. ... e6 3. Qa3#